# Joachim van den Hove

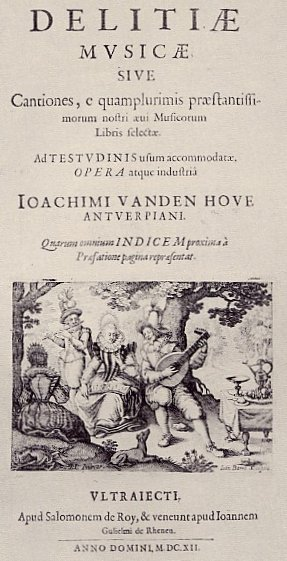
Titelseite der Delitiae Musicae

Joachim van den Hove (* 1567 in Antwerpen; † 1620 in Den Haag) war ein flämisch-niederländischer Komponist und Lautenist. Er komponierte Werke für Sololaute sowie für Laute und Gesang. Er schrieb zahlreiche Bearbeitungen italienischer, französischer und englischer Vokal- und Instrumentalmusik sowie flämisch-niederländischer Volksmusik für Laute. Neben Emanuel Adriaenssen und Nicolas Vallet war van den Hove einer der bedeutendsten Vertreter der niederländischen Lautenmusik des 17. Jahrhunderts.

## Leben
Joachim van den Hove wurde in Antwerpen im Herzogtum Brabant in den spanischen Niederlanden als Sohn des angesehenen Musikers Peeter van den Hove und seiner 1564 angeheirateten Frau Catherina (geborene van Vosbergen) geboren und am 4. Juli 1567 in der Liebfrauenkathedrale getauft. Er hatte zwei Geschwister, die um 1566 getaufte Juliana und den 1575 getauften Joannes. 1585 wird Joachim in der Liste der Antwerpener Bürgergarde geführt und 1589 in einer Petition von Spielleuten genannt. Wahrscheinlich noch im selben Jahr floh die Familie schließlich im Zuge der Belagerung von Antwerpen (1584–1585) nach Holland, wohl weil sie der neuen protestantischen Kirche zugehörte.
1594 ließ van den Hove sich in Leiden nieder, wo er am 6. Juli 1594 Anna Rodius (oder Rodin) aus Utrecht heiratete. Aus der Ehe ging eine unbekannte Anzahl Kinder hervor, darunter namentlich bekannt eine Tochter Maria und ein Sohn Frans (Fanchoys). Frans wurde Maler in Utrecht, wo er am 9. September 1640 Margareta van Liefvelt heiratete und nach dem 19. Mai 1659 starb. Maria heiratete ebenfalls in Utrecht am 29. Oktober 1635 Abraham Bartholomeusz van Meeckeren. In Leiden arbeitete van den Hove als Lautenist und Lautenlehrer, wie zwei Einträge in dem Leidener Verzeichnis Album Studiosorum für Musik-Hauslehrer vom 14. Februar 1604 und 8. Oktober 1610 ausweisen, wo er als Magister Joachimus, citharoedus geführt wurde. Seine berühmtesten Schüler waren die Prinzen Friedrich Heinrich von Oranien und Moritz von Oranien. Zunächst war er musikalisch wie geschäftlich erfolgreich und kaufte 1610 das Haus De Gulden Passer. Von 1610 an geriet er in eine zunehmende Verschuldung. Als van den Hoves Vermögen aufgebraucht war, wurden Teile seines Besitzes 1616 beschlagnahmt und sein Haus schließlich 1620 zwangsversteigert. Um seinen Gläubigern zu entkommen, setzte er sich nach Den Haag ab, wo er 1620 völlig verarmt starb. Vor dem Obersten Gerichtshof versuchten seine Kinder noch einen Anspruch auf Teile seines Erbes geltend zu machen.
Wolfgang Caspar Printz würdigte van den Hove in seiner Historischen Beschreibung der edelen Sing- und Kling-Kunst 1690 als einen der berühmtesten Lautenisten der Niederlande.

## Werke
Veröffentlichte Sammlungen (in französischer Tabulatur):
- Florida, sive cantiones. Utrecht 1601, für den Unterricht von Prinz Friedrich Heinrich von Oranien
- Delitiae musicae, Utrecht, 1612, für den Unterricht von Prinz Moritz von Oranien[7]
- Praeludia testudinis, Leiden, 1616

Werke in Manuskripten:
- Christoph Herold – Lautenbuch, 1602
- Joachim van den Hove – Lautenbuch, Autograph, 1615 (Manuskript mit französischer Tabulatur, Exemplar in der Deutschen Staatsbibliothek Berlin)
- Ernst Schele – Tabulaturbuch, 1619

Van den Hoves drei gedruckten Werke wurden seit ihrem Erscheinen im frühen 17. Jahrhundert regelmäßig auf großen Buchmessen, wie in Leipzig und Frankfurt am Main zum Verkauf angeboten.

## Rezeption
Motive aus van den Hoves Delitiae Musicae verwendete die niederländische Progressive-Rock-Gruppe Focus im gleichnamigen Intro ihres 1974 erschienen Albums Hamburger Concerto.